# Musée de la Résistance en Drôme et de la Déportation
Le Musée de la Résistance en Drôme et de la Déportation, situé à Romans-sur-Isère, expose des documents et des objets relatifs à l'histoire de la Seconde Guerre mondiale dans la Drôme. La décision municipale de sa fermeture en 2021 suscite une polémique.

## Localisation
Le musée est installé dans une aile du bâtiment de la Visitation abritant aussi le musée international de la chaussure à Romans-sur-Isère. 
L'entrée des deux musées est commune.

## Histoire
En 1972, l'Association nationale des anciens combattants de la résistance (A.N.A.C.R.), l'Association nationale des pionniers et combattants volontaires du Vercors et la fédération nationale des déportés et internés résistants et patriotes (F.N.D.I.R.P.), se réunissent en comité dans le but de créer un musée de la résistance et de la déportation,.
Installé dans l'ancien couvent de la visitation de Romans, il est inauguré le 22 juin 1974 en présence de Jacques Debû-Bridel, membre fondateur du Conseil national de la résistance. 
Le musée a fait l'objet d'un ré-aménagement complet et d'une nouvelle présentation en 1994.
La décision de la maire Marie-Hélène Thoraval de fermer le musée municipal consacré à la Résistance et à la déportation en 2021 suscite une polémique. Des habitants et les associations d’anciens combattants dénoncent « une décision politique abjecte » et organisent un comité de défense du musée. Une pétition nationale recueille, en  2023, 31 500 signatures.
Le tribunal administratif est saisi en 2021.